# Nasser Bouiche
Pour les articles homonymes, voir Bouiche (homonymie).
Ne doit pas être confondu avec Nacer Bouiche.
Nasser Bouiche (en arabe : ناصر بويش), né le 8 juin 1960 à Alger, est un footballeur international algérien. Il a joué la majorité de sa carrière en position d'attaquant au MC Alger.
Il compte 42 sélections en équipe nationale entre 1981 et 1986. Il travaille actuellement comme responsable au sein du club MC Alger.

## Carrière
En 1971, alors qu'il a à peine 11 ans, il brille à la JS El Biar en tant que renard des surfaces, il restera encore trois années dans ce club, et sera ensuite enrôlé en jeunes catégories par le MC Alger. Très vite, à peine âgé de 17 ans, il commence à jouer comme titulaire au MC Alger, et deviendra même l'une des pièces maitresses du club, malgré la présence d'une flopée de stars tel Betrouni, Bachi, Bencheikh, Bousri ou encore Bachta, qui avaient gagné quelques années auparavant la Coupe d'Afrique des clubs champions. Il ne quittera jamais ce club, et réussira grâce à lui, d'être sélectionné en équipe d'Algérie dès l'âge de 21 ans, le 31 mai 1981, et jouera 42 match avec l'équipe d'Algérie, et réussira même a marquer six buts, cependant, il ne jouera pas les deux Coupe du monde de football 1982 et 1986, malgré une bonne Coupe d'Afrique des nations de football 1984, ou il fut désigné parmi les meilleurs joueurs de la compétition,

## Palmarès

### En Club
MC Alger
- Championnat d'Algérie de football (3) :
  - Champion : 1976, 1978, 1979

- Coupe d'Algérie de football (1) :
  - Vainqueur :  1983

### En Sélection
- Coupe d'Afrique des nations junior (1) :
  - Vainqueur : 1979

- Coupe d'Afrique des nations de football
  - 3e : 1984

### Distinction personnelle
- Participation à 2 Coupes d'Afrique des Nations (1984, 1986)
- Participation aux Jeux Méditerranéens de 1983
- Participation à la Coupe du Monde Juniors (U20) de 1979
- Participation à 2 Coupes d'Afrique des Nations Juniors (U20) (1978, 1979)